# 沙哈蒙空電影國際有限公司
沙哈蒙空電影國際有限公司是泰國電影製片與發行公司。其沙哈意指「聯合」，蒙空意指「吉祥」。一般對外英譯為「Sahamongkol」，或簡稱「mongkol」。

## 外部連結
- 官方网站
- IMDb: Sahamongkol Film International （页面存档备份，存于）
- （英文）Official YouTube Channel （页面存档备份，存于）